# Rob Herring
Robert William Herring (Città del Capo, 27 aprile 1990) è un rugbista a 15 sudafricano, internazionale per l'Irlanda, che gioca nel ruolo di tallonatore nel Ulster.

## Biografia
Nativo di Città del Capo, Herring si formò presso la South African College Schools. Terminati gli studi, si trasferì in Inghilterra dove, nel 2009, entrò a far parte dell'accademia giovanile dei London Irish. Nel corso dei due anni passati nel club inglese fece il suo debutto professionistico nel Premiership Rugby 2009-2010 e trascorse anche dei periodi in prestito presso Blackheath e London Welsh. Dato che non gli fu offerto nessun contratto, tornò in Sudafrica dove, nel 2012, vinse la Vodacom Cup con Western Province e partecipò alla Varsity Cup con i Maties, selezione dell'Università di Stellenbosch. Nel giugno 2012 fu ingaggiato dall'Ulster con cui raggiunse la finale del Pro12 2012-2013, persa contro Leinster. In breve tempo divenne un giocatore importante per la franchigia irlandese tanto da essere nominato capitano in sostituzione di Rory Best impegnato nella Coppa del Mondo di rugby 2015. Arrivò una seconda volta in finale nel Pro14 2019-2020, venendo nuovamente sconfitto dal Leinster. Al termine della stagione 2022-2023 eguagliò il record di presenze con la maglia del club di Belfast (229) appartenente a Andrew Trimble e Darren Cave.
Eleggibile per l'Irlanda grazie al nonno irlandese, Herring fece il suo debutto internazionale contro l'Argentina nella seconda partita del tour della selezione irlandese del giugno 2014. Rimasto fuori dai convocati per tre anni, tornò a giocare in nazionale nell'incontro con il Sudafrica del novembre 2017, dove segnò anche la sua prima meta internazionale. Nonostante avesse accumulato solo altre cinque presenze fino a quel momento, fu inserito nella squadra allargata per preparare la Coppa del Mondo di rugby 2019; inizialmente non considerato per il torneo iridato fu successivamente richiamato in sostituzione dell'infortunato Seán Cronin senza, però, scendere mai in campo. Maggiormente impiegato dal nuovo commissario tecnico Andy Farrell, disputò tutti gli incontri delle edizioni 2020 e 2021 del Sei Nazioni. Fece parte della squadra irlandese che conquistò il Sei Nazioni 2023, ottenendo il Grande Slam.

## Palmarès
- Vodacom Cup: 1
Western Province: 2012